# Kakuzō Okakura
Kakuzō Okakura (în japoneză 岡倉覚三, n. 14 decembrie 1863, Yokohama, Japonia – d. 2 septembrie 1913, Akakura Onsen⁠(d), Prefectura Niigata, Japonia) a fost un scriitor japonez.
Născut într-o familie de comercianți, a urmat cursurile Facultății de limbi străine din cadrul Universității din Tokyo, obținând licența în anul 1880. 
Ca urmare a întâlnirii cu Ernest F. Fenollosa, pasionat de cultura japoneză, începe o serie de călătorii pentru descoperirea artei tradiționale japoneze.
În 1889 a devenit directorul Școlii Naționale de Arte din Tokyo. Începând din 1904 a lucrat la Boston ca expert de artă japoneză până în 1913 când s-a întors în Japonia, unde a murit în același an.

## Opere
- The Book of Tea, New York, 1906